# سیارک ۲۰۸۴۰
سیارک ۲۰۸۴۰ (به انگلیسی: 20840 Borishanin، نامگذاری:2000UF58) بیست هزار و هشتصد و چهلمین سیارک کشف شده‌است که در ۲۵ اکتبر ۲۰۰۰ کشف شد.
قدر مطلق سیارک برابر ۱۸.۶ است.